# Vuelta de Gravataí 2009
La 6.ª edición de la competencia ciclística Vuelta de Gravataí que se disputa en Brasil, se desarrolló desde el 26 al 29 de marzo de 2009.
Por primera vez fue incluida en el calendario internacional americano, dentro de la categoría 2.2. El recorrido constó de 4 etapas y 500 km siendo la 2ª, la etapa reina en la que se llegó a los 1.100 metros de altitud. 
El ganador de la clasificación individual fue Ramiro Cabrera, quién luego de vencer en la 1ª etapa en forma solitaria, mantuvo la ventaja durante el resto de las jornadas.
En las clasificaciones secundarias fueron ganadores; Edgardo Simón (puntos), Cleberson Weber (montaña), mientras que por equipos venció Scott-Marcondes César.

## Etapas
| Etapa | Fecha       | Recorrido             | Km    | Ganador de la etapa | Líder          |
| 1ª    | 26 de marzo | Gravataí-Torres       | 171,3 | Ramiro Cabrera      | Ramiro Cabrera |
| 2ª    | 27 de marzo | Torres-Cambará do Sul | 135,1 | Mauricio Morandi    | Ramiro Cabrera |
| 3ª    | 28 de marzo | Gravataí-Gravataí     | 139   | Edgardo Simón       | Ramiro Cabrera |
| 4ª    | 29 de marzo | Gravataí-Gravataí     | 55,1  | Edgardo Simón       | Ramiro Cabrera |

## Clasificaciones finales

### Clasificación general
| Posición | Ciclista          | Equipo                       | Tiempo      |
| -------- | ----------------- | ---------------------------- | ----------- |
| 1º       | Ramiro Cabrera    | Avaí Futebol Clube           | 13h 04' 51" |
| 2º       | Flavio Cardoso    | Fapi/Sundown/Pindamonhangaba | + 41"       |
| 3º       | Eduardo Pinheiro  | GRCE/Memorial/Santos         | + 54"       |
| 4º       | Douglas Moi       | Suzano/Flying Horse/Caloi    | + 3' 08"    |
| 5º       | Renato Seabra     | Scott-Marcondes César        | + 5' 40"    |
| 6º       | Breno Sidoti      | Scott-Marcondes César        | + 5' 52"    |
| 7º       | Mauricio Morandi  | Scott-Marcondes César        | + 6' 44"    |
| 8º       | Otavio Bulgarelli | Suzano/Flying Horse/Caloi    | + 7' 49"    |
| 9º       | Fabiano Mota      | São Francisco/Ribeirao preto | + 8' 02"    |
| 10º      | Robson Dias       | Gamaia/São José dos Campos   | + 8' 23"    |

### Clasificación montaña
| Posición | Ciclista        | Equipo                | Puntos |
| -------- | --------------- | --------------------- | ------ |
| 1º       | Cleberson Weber | DataRo/Cordeirópolis  | 10     |
| 2º       | Jorge Soto      | Villa Teresa          | 7      |
| 3º       | Renato Seabra   | Scott-Marcondes César | 5      |

### Clasificación por puntos
| Posición | Ciclista       | Equipo                       | Puntos |
| -------- | -------------- | ---------------------------- | ------ |
| 1º       | Edgardo Simón  | Gamaia/São José dos Campos   | 20     |
| 2º       | Kleber Ramos   | Fapi/Sundown/Pindamonhangaba | 17     |
| 3º       | Flavio Cardoso | Fapi/Sundown/Pindamonhangaba | 16     |

### Clasificación por equipos
| Posición | Equipo                       | Tiempo      |
| -------- | ---------------------------- | ----------- |
| 1º       | Scott-Marcondes César        | 39h 29' 01" |
| 2º       | Fapi/Sundown/Pindamonhangaba | + 3' 47"    |
| 3º       | GRCE/Memorial/Santos         | + 3' 58"    |